# Epibryon filiforme
Epibryon filiforme är en svampart som beskrevs av Döbbeler & Menjívar 1992. Epibryon filiforme ingår i släktet Epibryon och familjen Pseudoperisporiaceae.   Inga underarter finns listade i Catalogue of Life.